# Multiplicação escalar
Em matemática, a multiplicação escalar é uma das operações básicas que definem um espaço vetorial em álgebra linear, ou mais geralmente, um módulo em álgebra abstrata.

## Definição
Em geral, se K é um campo e V é um espaço vetorial sobre K, então a multiplicação escalar é uma função de K x V para V. O resultado da aplicação dessa função para c em K e v em V é denotado cv.